# New Departure Manufacturing Company
New Departure Manufacturing Company, vorher New Departure Bell Company, war ein US-amerikanischer Hersteller von Automobilen.

## Unternehmensgeschichte
Die Brüder Albert und Edward Rockwell gründeten 1888 die New Departure Bell Company. Der Sitz war in Bristol in Connecticut. Zunächst fertigten sie Klingeln und später andere Dinge. Irgendwann änderte sich die Firmierung in New Departure Manufacturing Company. 1898 kamen Bremsen für Fahrräder und 1903 Bremsen für Motorräder dazu. Bremsen waren während langer Zeit ein wichtiges Produkt für das Unternehmen.
Laut einer Quelle entstand 1904 ein Automobil, dessen Markenname nicht überliefert ist; während andere Quellen darauf nicht eingehen. Im April 1910 wurde die Harry S. Houpt Manufacturing Company übernommen und deren Pkw-Fertigung fortgesetzt. Der Markenname lautete Houpt-Rockwell. Im gleichen Jahr endete diese Produktion. Hiervon entstanden etwa 100 Fahrzeuge.
Ebenfalls 1910 wurde die Bristol Engineering Company übernommen. Dieses Unternehmen, bei dem Fred Moskovics beschäftigt war, hatte ein Taxi entworfen. Auftraggeber war die Taxigesellschaft Connecticut Cab Company, die Anfang 1910 von Ernest R. Burwell, T. H. Holdsworth, Ira Newcomb, Albert F. Rockwell und Charles T. Treadway gegründet worden war. Diese Fahrzeuge wurden als Rockwell vertrieben. Neben Taxis entstanden auch einige Pkw. Die Produktion lief je nach Quelle bis 1911 oder 1912. Etwa 200 Rockwell entstanden.
1910 war Albert F. Rockwell Präsident. Er verließ 1912 das Unternehmen. 1916 folgte die Übernahme durch William Durant. Er gliederte das Unternehmen in die United Motors Corporation ein.

## Fahrzeuge der Marke Houpt-Rockwell
Das Angebot von Houpt wurde unverändert übernommen. Zur Wahl standen ein Vier- und ein Sechszylindermodell.

## Fahrzeuge der Marke Rockwell
Die Wagen hatten einen Vierzylinder-Viertaktmotor, der mit 18/20 PS angegeben war. Der Radstand betrug 269 cm. Viele Fahrzeuge waren als Landaulet karosseriert.